# Vorderer Riedberg
De Vorderer Riedberg is een berg in de deelstaat Beieren, Duitsland. De berg heeft een hoogte van 1662 meter.
De Vorderer Riedberg is onderdeel van het Estergebergte, dat weer deel uitmaakt van de Bayerische Voralpen.